# Christian Wilhelm Ahlwardt
Christian Wilhelm August Ahlwardt (* 23. November 1760 in Greifswald; † 12. April 1830 ebenda) war ein deutscher Altphilologe. Zunächst im Schuldienst tätig, leitete er nacheinander das Gymnasium Oldenburg und die Greifswalder Ratsschule.  Schließlich wurde er 1817 Professor der alten Literatur an der Universität Greifswald. 1827 wurde er für ein Jahr zum Rektor der Universität Greifswald gewählt. 

## Leben
Christian Wilhelm Ahlwardt war der Sohn eines Greifswalder Tischlers. Er besuchte ab 1769 die Ratsschule in Greifswald und wurde Ostern 1778 an der Greifswalder Universität immatrikuliert. Ahlwardt war zunächst an der medizinischen, danach an der theologischen Fakultät eingeschrieben, nahm aber am Vorlesungsbetrieb wenig teil. Stattdessen konzentrierte er sich im Selbststudium auf die alt- und neuphilologischen Fächer und verließ 1782 die Universität, ohne einen akademischen Grad erworben zu haben. Anschließend war er in Greifswald als Hauslehrer angestellt und ging 1783 als Privatdozent der Philologie an die Universität Rostock. Ab 1792 war er als Lehrer an der Schule in Demmin angestellt und bekleidete ab 1795 eine Rektorenstelle in Anklam. 
Auf Empfehlung von Johann Heinrich Voß wurde Ahlwardt Ende 1797 Rektor und erster Professor am Gymnasiums Oldenburg. Seine Ernennung wurde schon bald als Fehlgriff gewertet, da Ahlwardt sich als Gelehrter sah und den Lehrerberuf nur zum Lebensunterhalt ergriffen hatte. Pädagogisch anscheinend unbegabt, beschränkte er seinen Unterricht auf die extensive Lektüre der griechischen und lateinischen Klassiker ohne die notwendige Einführung. Hinzu kam, dass er als cholerisch und von sich eingenommen beschrieben wurde und wohl ausgesprochen derbe Umgangsformen pflegte. Dies führte zu Konflikten mit Kollegen und Vorgesetzten sowie zu zunehmender Disziplinlosigkeit. Weiterhin versagte er wohl in organisatorischen Aufgaben der Schulleitung und vor dem 1792 eingeführten Kurssystem. Am gesellschaftlichen und kulturellen Leben der Stadt beteiligte er sich nicht, sondern zog sich in den Kreis seiner Familie zurück und konzentrierte sich auf seine linguistischen Arbeiten. 
Während der französischen Okkupation des Herzogtums Oldenburg verließ er im April 1811 Oldenburg und übernahm die Stelle des Rektors an seiner ehemaligen Schule, der Ratsschule in Greifswald. Im September 1817 erhielt er schließlich eine Professur für alte Literatur an der Greifswalder Universität. Hier war er bis zu seinem Tod 1830 tätig. Im Jahre 1827 wurde er für ein Jahr zum Rektor der Universität Greifswald gewählt. 

## Werk
Ahlwardt veröffentlichte zahlreiche Arbeiten zu Themen der klassischen Philologie sowie Übersetzungen aus dem Griechischen, Lateinischen, Portugiesischen, Italienischen und Gaelischen. Sein Hauptwerk war die Übersetzung der angeblichen Gesänge des sagenhaften irischen Barden Ossian, die von James Macpherson stammten und einen großen Einfluss auf die beginnende Romantik hatten. Ahlwardts Übersetzung gilt bis heute als eine der besten der vorhandenen Gesamtübersetzungen ins Deutsche.

## Schriften (Auswahl)
- Zur Erklärung der Idyllen Theocrits, Rostock, 1792.
- Kallimachos' Hymnen und Epigramme, aus dem Griechischen im Silbenmaß des Originals mit Anmerkungen. Maurer, Berlin, 1794. (Digitalisat)
- Ariosto's Satyren, aus dem Italienischen in Jamben übersetzt, Berlin, 1794.
- Über die Verbesserung der unteren Schulen, Greifswald 1797.
- Bemerkungen über einige Stellen griechischer Dichter, Oldenburg, 1798.
- Einige Bemerkungen über die zu große Anzahl der Studierenden, Oldenburg, 1799.
- Ossian's Carthon, nach Macpherson, in Hexametern, Oldenburg, 1802.
- Bemerkungen über Homers Ilias, Oldenburg, 1805.
- Gedichte, aus dem Portugiesischen übersetzt, Oldenburg, 1806.
- Probe einer neuen Übersetzung der Gedichte Ossian's aus dem gaelischen Original, Oldenburg, 1807.
- Portugiesische Chrestomathie für Anfänger, Leipzig, 1808.
- Der Attis des Catullus. Stalling, Oldenburg 1808. (Digitalisat)
- Bemerkungen über die Abnahme des Fleißes der Studierenden auf Schulen und Universitäten, Oldenburg, 1809.
- Ossian's Apostrophe an die Sonne, Oldenburg, 1810.
- Über Ossian's Fionnghal, Oldenburg, 1811.
- Ossian's Gedichte aus dem Gaelischen im Silbenmaß des Originals, 8 Bde., Leipzig, 1811
- Pindari Carmina, recensuit metra constituit lectionisque varietatem adiecit Christ. Guilelmus Ahlwardt. Hahn, Leipzig, 1820. (Digitalisat)
- Galische Sprachlehre. Renger, Halle 1822. (Digitalisat)

## Familie
Ahlwardt war zweimal verheiratet. Sein aus der zweiten Ehe mit der Gastwirtstochter Dorothea geb. Hingst (1802–1837) stammender Sohn, Wilhelm Ahlwardt (1828–1909), wurde ein bekannter Orientalist.